# Kräuter der Provence

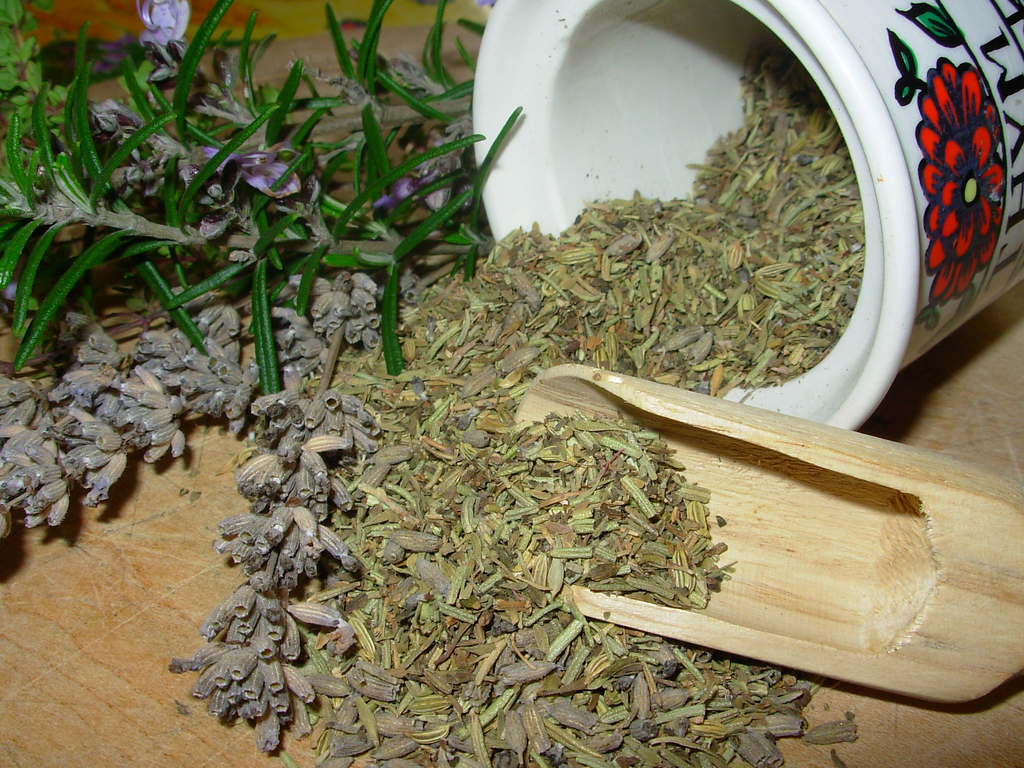
Kräuter der Provence

Kräuter der Provence (fr. herbes de Provence) ist eine für die französischen Küche typische Kräutermischung, bei der es sich aber nicht um eine geschützte Ursprungsbezeichnung handelt.
Die Mischung besteht aus verschiedenen Küchenkräutern, die in der südfranzösischen Provence wild gedeihen. Mengenmäßig kommen diese Kräutermischungen nur zu etwa 10 % wirklich aus der Provence; der Großteil der Ausgangsprodukte kommt aus Polen, Albanien, Spanien und Marokko. Im Handel sind die Kräuter frisch gemischt, als fertige Mischung getrocknet oder in Form von Würzessig oder Würzöl konserviert verfügbar.
Die Kräutermischungen können unterschiedlich zusammengesetzt sein.
- In der Regel werden Bohnenkraut, Rosmarin und Thymian verwendet.[3]
- Häufig werden Lavendel, Oregano und Majoran hinzugegeben.
- Gelegentlich werden diese um Basilikum, Estragon, Fenchelsamen, Kerbel, Lorbeer oder Wacholderbeeren ergänzt.
- Einzelne Hersteller fügen Liebstöckel, Petersilie und Salbei hinzu.

Das Institut national de l’origine et de la qualité, das auch die verschiedenen Akteure (Erzeuger und Verarbeiter) bei der Herstellung von herbes de Provence kontrolliert, verleiht das französische Qualitätszeichen Label Rouge (eine Handelsmarke der Europäischen Union) nur für eine Kräutermischung, die exklusiv aus Rosmarin (27 %), Oregano (27 %), Bohnenkraut (27 %) und Thymian (19 %) besteht.

Herbes de Provence, zum Beispiel folgende Kräuter im Mischverhältnis zu je einem Viertel frisch aus dem Garten:
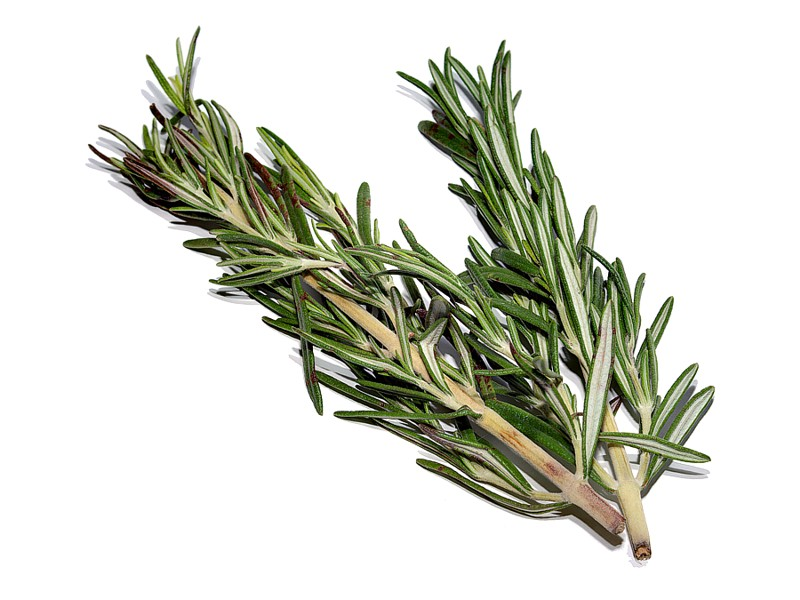
Rosmarin
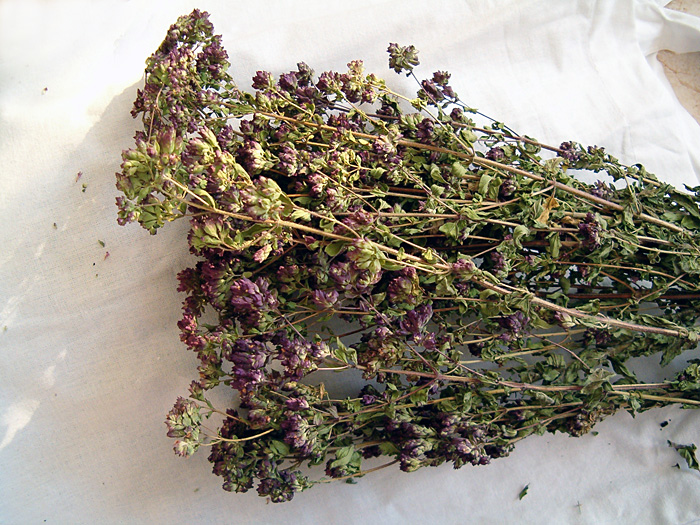
Oregano
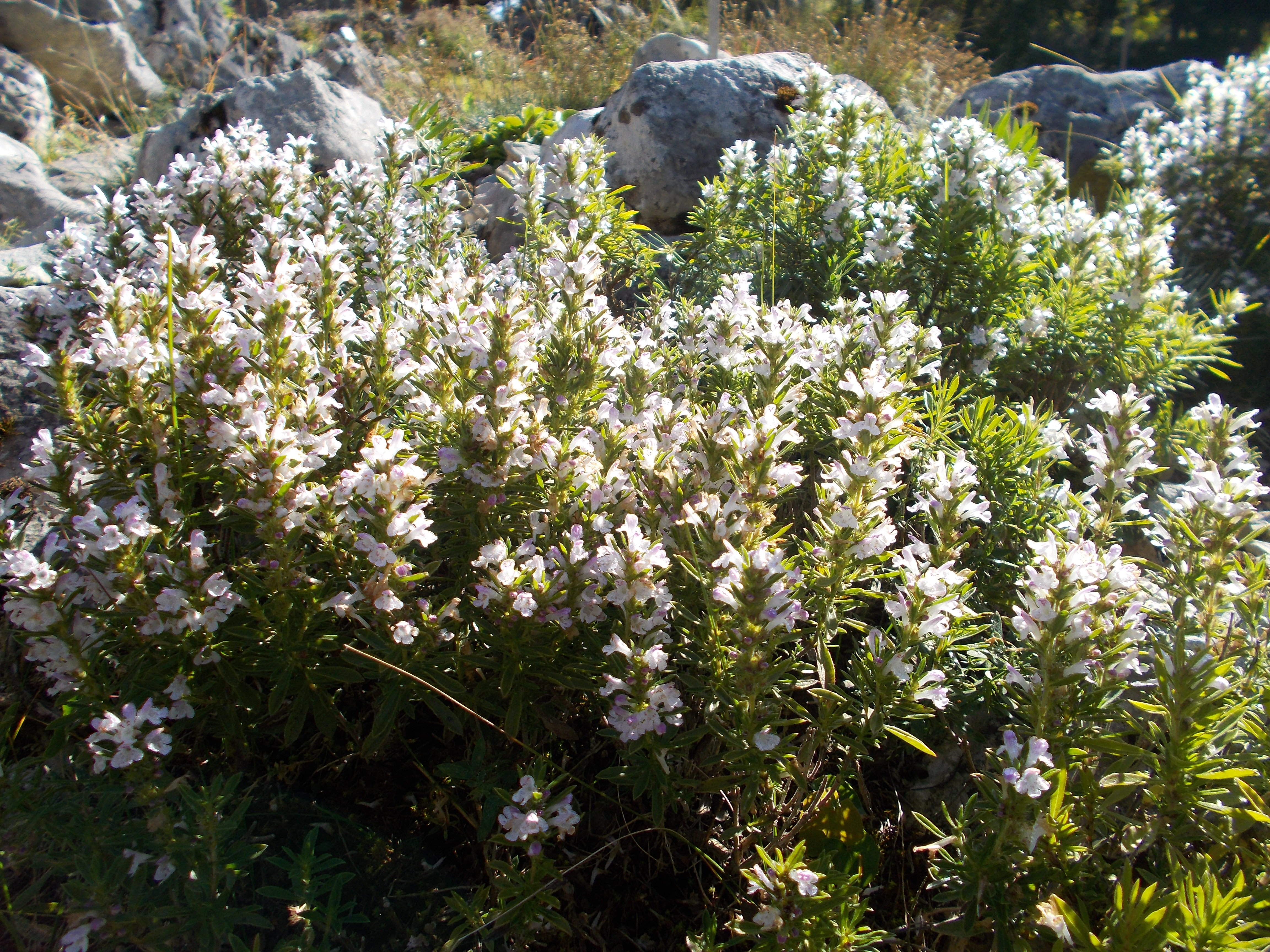
Bohnenkraut
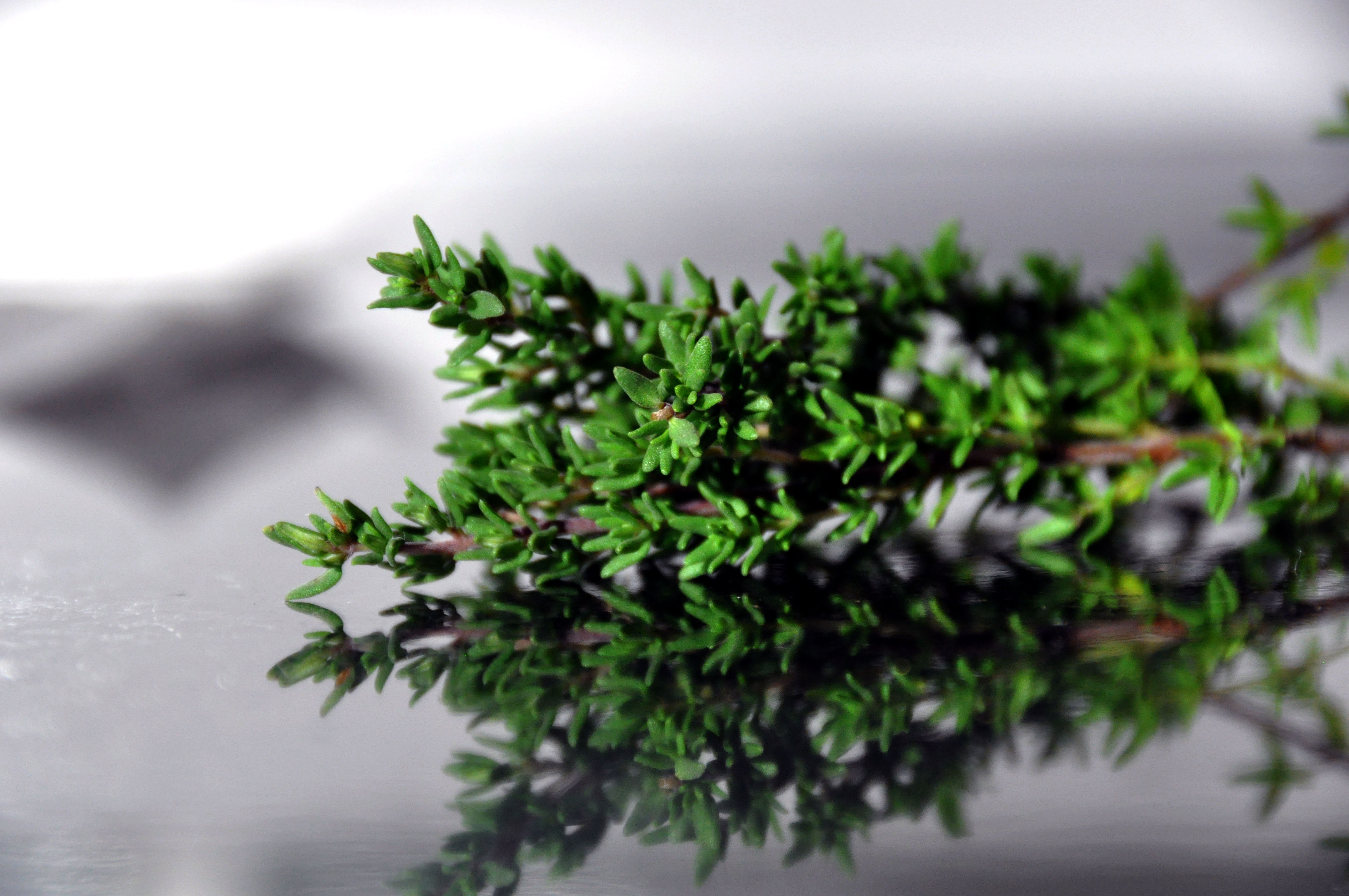
Thymian